# Sven Bergman (läkare)
Sven Erik Bergman, född 13 mars 1922 i Skurups församling, Malmöhus län, död 23 maj 1995 i Nykils församling, var en svensk läkare och professor i klinisk bakteriologi först vid Umeå universitet och sedan vid Linköpings universitet. Det var via hans arbete med hudsvampar som han kom över till forskning inom mikrobiologi. Under senare delen av sin yrkesverksamhet sökte han bland annat efter möjligheterna att bestämma tumörcellers känslighet för cytostatika på likartade sätt som görs för bakterier och virus mot antibiotika respektive antivirala medel.
Bergman blev medicine licentiat vid Lunds universitet 1950, medicine doktor 1955, var docent i dermatologi i Lund 1957–1959, i bakteriologi 1959–1961, laborator i klinisk bakteriologi vid Umeå universitet 1962, överläkare vid Umeå lasarett 1962–1971, professor i klinisk bakteriologi vid Umeå universitet 1965–1971, vid Linköpings universitet och överläkare vid Regionsjukhuset i Linköping 1971–1987. Han blev odontologie hedersdoktor i Umeå 1971. Bergman blev riddare av Nordstjärneorden 1969. Han är gravsatt i minneslunden på Lilla Aska griftegård utanför Linköping.